# Mops niveiventer
Mops niveiventer é uma espécie de morcego da família Molossidae. Pode ser encontrada na Ruanda, República Democrática do Congo, Angola, Zâmbia e Moçambique.